# 新超峰寺
22°31′N 120°12′E / 22.51°N 120.20°E
新超峰寺，位於臺灣高雄市阿蓮區，是當地的名寺之一，主奉華嚴三聖和由浙江普陀山奉迎來臺的觀音菩薩，另祀達摩祖師。

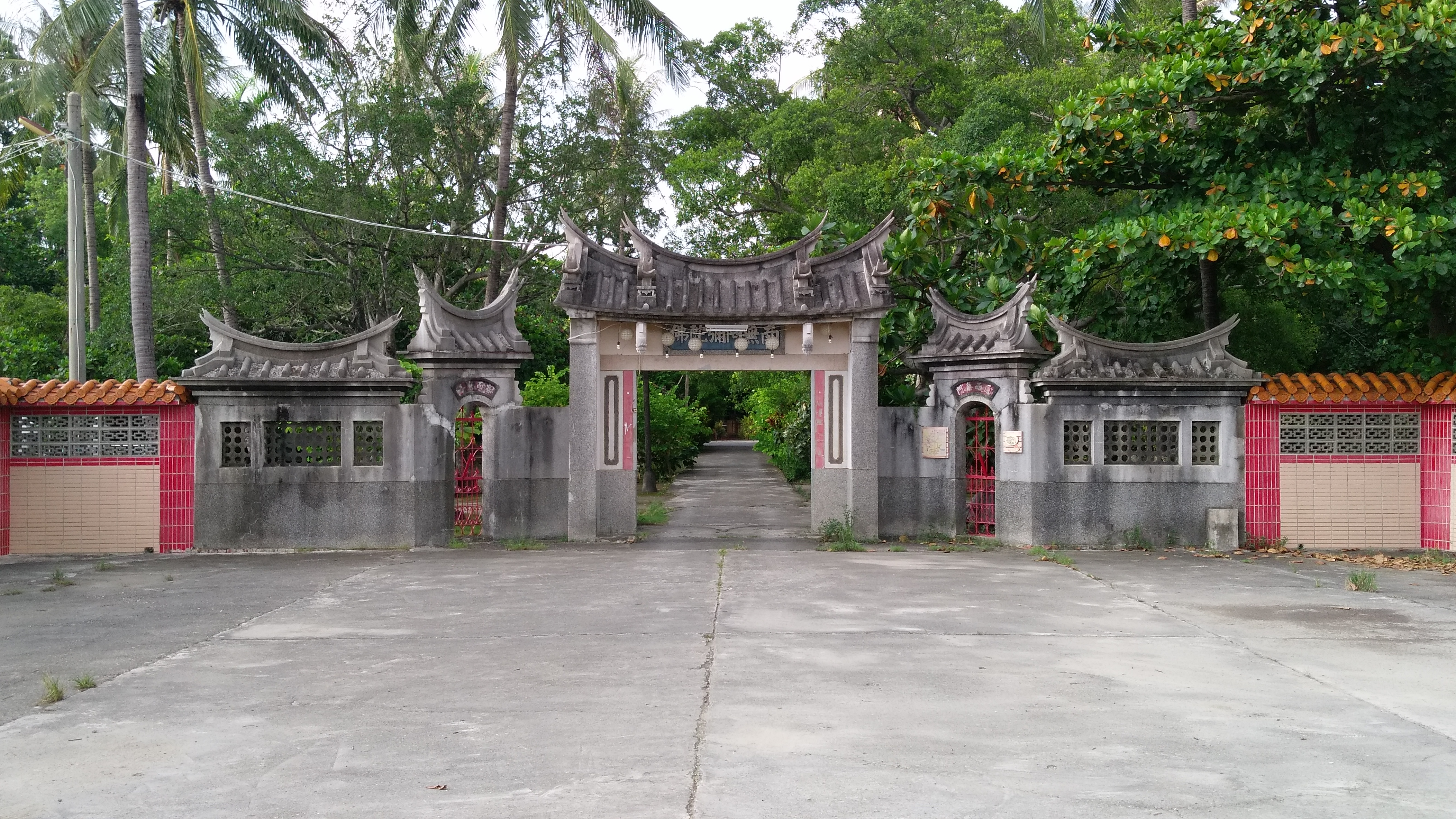
新超峰寺山門

## 歷史
新超峰寺的前身為超峰寺，日治昭和十六年（1941年）太平洋戰爭爆發，兩年後大崗山被日本政府列為軍事重地，山上寺院被要求於昭和十八年（1943年）9月前遷移。昭和十七年（1942年）8月1日大崗山六大寺院因為遷移案上遞陳請書，當時協議超峰寺、蓮峰寺、龍湖庵、淨蓮堂四所寺院合併為大超峰寺（慣稱大崗山超峰寺），昭和十八年（1943年）9月30日四所寺院僧尼移轉至阿蓮庄岡山營土名茄苳腳處，也就是新超峰寺現址，大崗山派開派祖師義敏法師隨同下山，鎮寺古觀音聖像也一併帶到新寺供奉，當時大超峰寺的住持為開吉法師。 
戰後有部分大超峰寺僧尼寺眾回山上重建原超峰寺，部分寺眾則仍住在山下，於是有新、舊超峰寺區別，舊超峰寺仍慣稱「超峰寺」。後眾人協議分配寺產，田產屬山下新超峰寺擁有，山林則歸山上超峰寺所有，古觀音菩薩聖像以擲筊決定去留，最後因新超峰寺獲得較多聖筊次數而留下。民國三十四年（1945年）12月開吉法師將新超峰寺住持職位交給開參法師，民國三十五年（1946年）回大崗山領導寺眾重建蓮峰寺同時擔任住持。

## 建築

### 正殿（大雄寶殿）
新超峰寺建築格局為兩殿兩護式，前殿屋頂為廡殿式中央加硬山頂，中脊有雙龍與三法輪脊飾。前殿前拜亭屋頂為歇山頂，中脊脊飾為雙龍搶珠，前檐中柱為龍柱。由於興建期間正值二戰，為了充分應用物資，故利用許多大崗山上原寺院的建材、神桌、匾額與法器，前殿鏡面牆上禪語公案石雕、殿內石質金柱即為此例。前殿寬 10 丈，深 8 丈，可容納千人禮佛，是臺灣早期最大的佛殿。
殿內主尊供奉華嚴三聖（釋迦牟尼佛、文殊菩薩和普賢菩薩）、白衣觀音，從祀善才、龍女、韋馱護法、伽藍護法，同祀藥師佛，左右偏殿供奉達摩祖師與關聖帝君，右側殿奉祀歷代祖師與地藏王菩薩。白衣觀音聖像屬於普陀山系明式觀音像，端正跏趺坐，手結禪定印，頭梳高髻，上覆巾帽垂及兩肩，白衣領鑲滾邊花紋，胸前璎珞簡潔，中衣結帶，垂衣及於雙腿及座前，衣紋轉折流暢，法相莊嚴慈悲，充分展現菩薩定慧之德，相傳係清乾隆二十八年（1763年）臺灣知府蔣允焄分靈自浙江普陀山。
殿內有多張日治時期的神桌，其中昭和三年（1928年）淨蓮堂的頂棹、下棹雕刻精緻。殿內另有三方日治時期古匾，分別是大正九年庚申孟春月（1920年農曆正月）阿緱廳港西下里新東勢庄邱毓珍敬立之「大寶莊嚴」匾、昭和二年丁卯仲春吉旦（1927年農曆二月）台中市大正町郭水叩謝之「大雄寶殿」匾、超峰寺住持永定拜贈，祝淨蓮堂落成紀念之「道岸威然」匾。

### 後殿（開參老和尚紀念講堂和圓通寶殿）
後殿為民國七十五年（1986年）增建的兩層樓建築，上層為圓通寶殿（觀音殿），主供7尺高觀音銅像；下層為開參老和尚紀念講堂，供奉3尺半高開參老和尚銅像，殿內四壁貼印度紅寶石，外壁鑲嵌印度黑寶石，地面舖設花崗石，天花板上設袈裟造形樑，莊嚴典雅。

### 歷代住持
- 開派祖師與導師：義敏法師（1875－1947），俗名周春木
- 第一任住持：開吉法師（1886－？），俗名梁牪
- 第二任住持：開參法師（1893－1975），俗名吳石
- 第三任、四任住持：能學法師（1938－2018），俗名陳達雄
- 第五任住持：天池法師（1970－），台大化學研究所碩士、華梵大學東方人文思想研究所博士生，大崗山法派的新掌門人

## 外部連結
- 高雄市阿蓮區公所 - 大崗山風景區 （页面存档备份，存于）